# Всередині я танцюю
«Всередині я танцюю» (англ. Inside I'm Dancing, інша назва — Рорі О'Шеа був тут — англ. Rory O'Shea Was Here) — кінодрама ірландського режисера Деміана О'Доннелла, у головних ролях знялися Джеймс Макевой та Стівен Робертсон. Прем'єра відбулася в Ірландії 10 жовтня 2004 року.

## Сюжет
Майклу 24 роки, і майже все своє життя він провів у будинку для інвалідів, куди потрапив через церебральний параліч. Він знайомиться з новим пацієнтом клініки — Рорі О'Ши, якого прикувала до інвалідного візка м'язова атрофія. Як і Майкл, він практично не може пересуватися, але це не заважає Рорі по-своєму насолоджуватися життям. Його сміливість і байдужість до ударів долі стають відмінним прикладом для Майкла …

## У головних ролях
- Стівен Робертсон — Майкл Сонноллі;
- Джеймс Макевой — Рорі О'Ши;
- Ромола Герей — Сєбан;
- Том Хікі — Кон О'Ши (батько Рорі);
- Бренда Фрікер — Ейлін

## Кінокритика
На сайті Rotten Tomatoes кінофільм отримав рейтинг у 49 % (34 позитивних та 35 негативних відгуків).

## Номінації та нагороди

### Премія британського незалежного кіно
- Найкраща акторка другого плану (номіновано Ромолу Герей);

### Единбурзький міжнародний кінофестиваль
- Нагорода аудиторії (переміг режисер Деміан О'Доннелл);

### Ірландська кіно- та теленагорода
- Нагорода аудиторії — найкращий ірландський фільм (перемога);
- Найкращий сюжет — переміг Джеффрі Кейн;
- Найкраща акторка — номіновано Бренду Фрікер;
- Найкращий костюмер — номіновано Лорну Марі Мьюган;
- Найкращий режисер — номіновано Деміана О'Доннелла;
- Найкращий фільм — номінація

### Премія лондонських кінокритиків (London Critics Circle Film Awards)
- Акторка другого плану — перемогла Ромола Герей;
- Британський актор року — номіновано Джеймса Макевоя[2]

## Факти
- Фільм заснований на розповіді ірландського письменника Крістіана О'Рейлі (Christian O'Reilly), який сам працював в дублінському Центрі з надання права на самостійне проживання, де познайомився з Дермотом Волшем (англ. Dermot Walsh), у якого був церебральний параліч.
- Джеймс Макевой хотів спробувати себе у ролі Майкла, але після спільного прослуховування з шотландським актором Стівеном Робертсоном зрозумів, що той більше підходить на цю роль.
- Готуючись до зйомок, актор Джеймс Макевой багато спілкувався з людьми, у яких м'язова дистрофія Дюшена. Він з'ясував, що вони хотіли, щоб їх взагалі не помічали — тільки б не жаліли.
- Під час зйомок актори проводили в інвалідних кріслах по 12 годин на день.